# Tugimaantee 74
De Tugimaantee 74 is een voormalige secundaire weg in Estland. De weg liep van Kuressaare naar Muhu. 
In het begin van de 21e eeuw is de Tugimaantee 74 bij de hoofdweg Põhimaantee 10 gevoegd. Hierdoor ontstond een hoofdweg tussen Tallinn en Kuressaare.